# فرودگاه صحرایی ال پانتون
فرودگاه صحرایی ال پانتون (به انگلیسی: El Ponton Field) یک فرودگاه است . این فرودگاه در کشور جمهوری دومینیکن قرار دارد و در ارتفاع ۱۵۶ متری از سطح دریا واقع شده است.